# Sara Ahmed (Geschlechterforscherin)

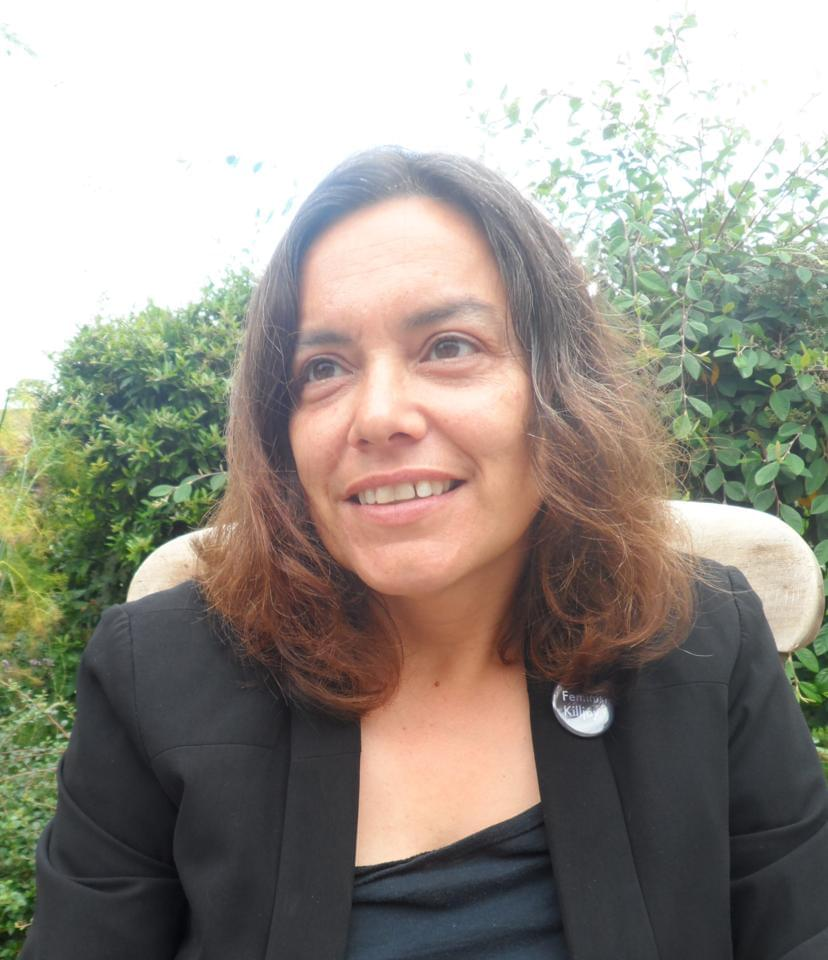
Sara Ahmed, 2018

Sara Ahmed (* 30. August 1969) ist eine britisch-australische Wissenschaftlerin, deren Augenmerk auf den Schnittmengen von feministischer Theorie, Queer-Theorie, Critical Race Theory und Postkolonialismus liegt.

## Leben
Ahmed wurde in Salford, England geboren. Ihr Vater ist Pakistani und ihre Mutter Engländerin und sie migrierte mit ihrer Familie in den frühen 1970er Jahren nach Adelaide in Australien. Schlüsselthemen ihrer Arbeit wie Migration, Orientierung, Differenz, Fremdheit und Identität beziehen sich auf diese frühen Erfahrungen. Sie beendete ihren ersten Uni-Abschluss an der Adelaide University und ihre Doktorarbeit am Centre for Critical and Cultural Theory der Cardiff University. Ahmed war von 1994 bis 2004 am Institute for Women’s Studies an der Lancaster University und ist eine der ehemaligen Direktorinnen des Instituts. Sara Ahmed wurde 2004 an das Department of Media and Communications am Goldsmiths College, University of London, berufen. Sie war die Gründungsdirektorin des Centre for Feminist Research, das für folgenden Zweck ins Leben gerufen wurde: “to consolidate Goldsmiths' feminist histories and to help shape feminist futures at Goldsmiths.” Ahmed trat von ihrer Stelle 2016 zurück, um auf Anschuldigungen der sexuellen Belästigung von Studierenden gegenüber Lehrenden an der Goldsmiths zu reagieren und gegen diese Kultur von sexueller Belästigung zu protestieren. Sie sagte im Januar 2017, dass sie in Zukunft als freie Wissenschaftlerin und Autorin arbeiten werde. Ahmed war auch der Laurie New Jersey Chair in Women’s Studies an der Rutgers University im Frühjahr 2009 und war Diane Middlebrook and Carl Djerassi Professorin in Gender Studies an der Cambridge University in Lent 2013, wo sie ihrer Forschung zu „Willful Women: Feminism and a History of Will“ nachging. Sie gab 2015 die Keynote der jährlichen Tagung der National Women’s Studies Association. Ihr Blog, den sie weiterhin aktualisiert, heißt feministkilljoys.
Ahmed lebt mit ihrer Partnerin, der Soziologieprofessorin Sarah Franklin, in einem kleinen Dorf in Cambridgeshire.

## Arbeit
Sara Ahmed wurde wiederholt als ausgezeichnete Autorin beschrieben. Eine Reviewerin ihrer Arbeit kommentierte folgendermaßen: „Few academic writers working in the UK context today can match Sara Ahmed in her prolific output, and fewer still can maintain the consistently high level of her theoretical explorations.“ („Wenige akademische Autoren im Kontext des Vereinigten Königreichs können Sara Ahmed in Sachen Output das Wasser reichen, noch weniger können das konsistent hohe Level ihrer theoretischen Ausführungen erreichen.“)
Ahmed hat eine Reihe von Monographien geschrieben:
- Differences that Matter: Feminist Theory and Postmodernism. 1998.
- Strange Encounters: Embodied Others in Post-Coloniality. 2000.
- The Cultural Politics of Emotion. 2004, 2. Auflage 2014.
- Queer Phenomenology: Orientations, Objects, Others. 2006.
- The Promise of Happiness. 2010.
  - deutsch: Das Glücksversprechen: eine feministische Kulturkritik. Unrast, 2018.
- Vithetenus Hegemoni. 2011. (Schwedisch. Englische Übersetzung: The Hegemony of Whiteness)
- On Being Included: Racism and Diversity in Institutional Life. 2012.
- Willful Subjects. 2014.
  - deutsch: Eigenwillige Subjekte: Eigenwilligkeit als Politik des Ungehorsams. Unrast, 2021.
- Living a Feminist Life. 2017.
  - deutsch: Feministisch leben! Manifest für Spaßverderberinnen. Unrast, 2017.[17]
- What's the Use: On the Uses of Use. 2019.
- Complaint! 2022.